# Arisaema asperatum
Arisaema asperatum är en kallaväxtart som beskrevs av Nicholas Edward Brown. Arisaema asperatum ingår i släktet Arisaema och familjen kallaväxter. Inga underarter finns listade.